# Corso Venezia
Corso Venezia, antiguamente Corso di Porta Orientale, es una calle de Milán, Italia, que une la Piazza San Babila con la Porta Venezia. Conocida por ser una de las calles más elegantes de la ciudad, constituye uno de los cuatro lados del Quadrilatero della moda.

## Historia

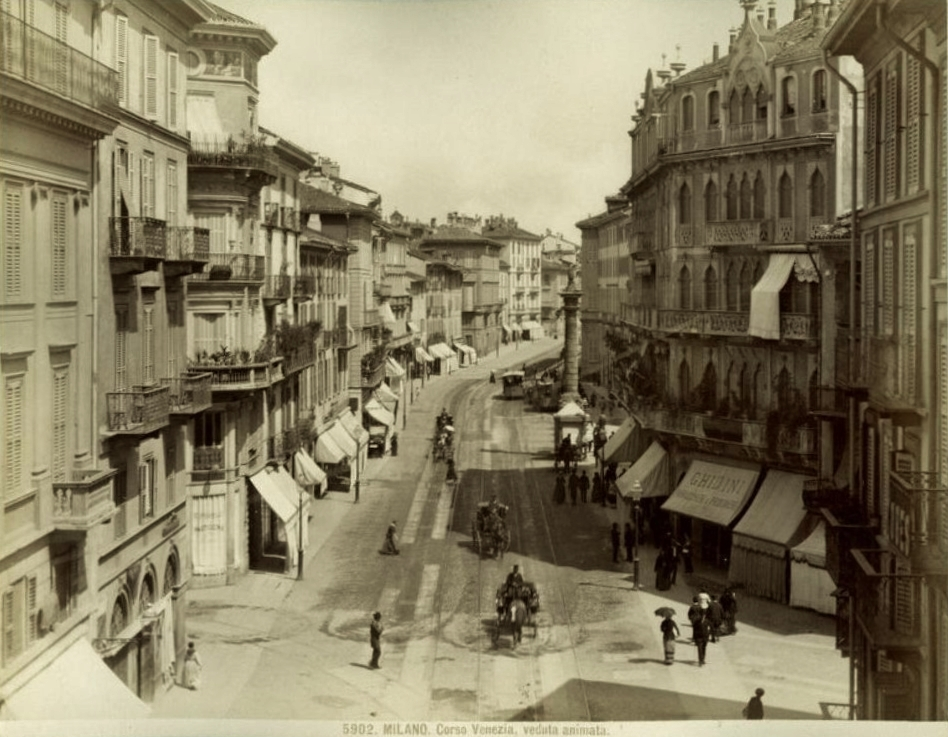
El Corso Venezia en 1880.

Corso Venezia es el antiguo Corso di Porta Orientale, eje que unía el centro de la ciudad con la puerta homónima (la actual Porta Venezia), desde donde partían las carreteras hacia Bérgamo y Monza.
En 1770 Fernando, joven hijo de María Teresa, se trasladó a Milán en calidad de gobernador de la ciudad. Para la ocasión, se encargó al arquitecto Piermarini embellecer las murallas y crear jardines públicos, hoy conocidos como Giardini di Porta Venezia. La nobleza de Milán comenzó a construir sus palacios en el Corso Venezia; gracias a esto la calle contiene un gran número de villas y palacios de gran calidad arquitectónica.
En esta época, el Corso di Porta Venezia se convirtió en el lugar de encuentro y paseo de la nobleza milanesa, sustiyuyendo al Corso di Porta Romana.
Actualmente la calle contiene muchas tiendas de moda, además de las sedes de bancos y algunas asociaciones.

## Palacios, monumentos y jardines
Llegando desde la Piazza Oberdan, la primera parte a la derecha de la calle está ocupada por los Giardini di Porta Venezia: fue el primer parque público de Milán y alberga, en el lado del Corso Venezia, el planetario y el Museo Cívico de Historia Natural.
Gracias a la multitud de familias nobles que se trasladaron a la calle en el siglo XVIII, el Corso di Porta Venezia, junto con muchas calles laterales, alberga numerosos palacios nobiliarios, entre ellos Palazzo Saporiti, Palazzo Castiglioni, Casa Fontana Silvestri y el seminario arzobispal.
En el comienzo de la calle desde la Piazza Oberdan, está el complejo monumental de las casetas de Porta Venezia, que eran antiguamente las cabinas de acceso a las murallas de la ciudad.

### Edificios notables
En el lado noroeste:
- En el n.º 7 la Casa Barelli, construida en 1907 según el proyecto de Cesare Mazzocchi;[2]
- En el n.º 11 el Seminario Arzobispal, construido entre los siglos XVI y XVII;[3]
- En el n.º 39 la Casa Romanoni Sala, construida en 1913 según el proyecto de Achille Manfredini;[4]
- En el n.º 47 el Palazzo Castiglioni, construido entre 1901 y 1904 según el proyecto de Giuseppe Sommaruga;[5]
- En el n.º 55 el Museo Cívico de Historia Natural, construido entre 1888 y 1893 según el proyecto de Giovanni Ceruti;[6]
- En el n.º 57 el Cívico Planetario Ulrico Hoepli, construido en 1929 según el proyecto de Piero Portaluppi;[7]
- En el nº 61 la Casa Rasini, construida entre 1933 y 1934 según el proyecto de Emilio Lancia y Gio Ponti;[8]

En el lado sureste:
- En el nº 10 la Casa Fontana Silvestri, raro ejemplo de edificio renacentista;[9]
- En el nº 16 el Palazzo Serbelloni, obra de Simone Cantoni;[10]
- En el nº 20 la Casa Crespi, construida entre 1927 y 1930 según el proyecto de Piero Portaluppi;[11]
- En la esquina con la Via Salvini un edificio residencial y de oficinas, construido entre 1926 y 1930 según el proyecto de Piero Portaluppi;[12]
- En el nº 40 Palazzo Saporiti

## Galería de imágenes

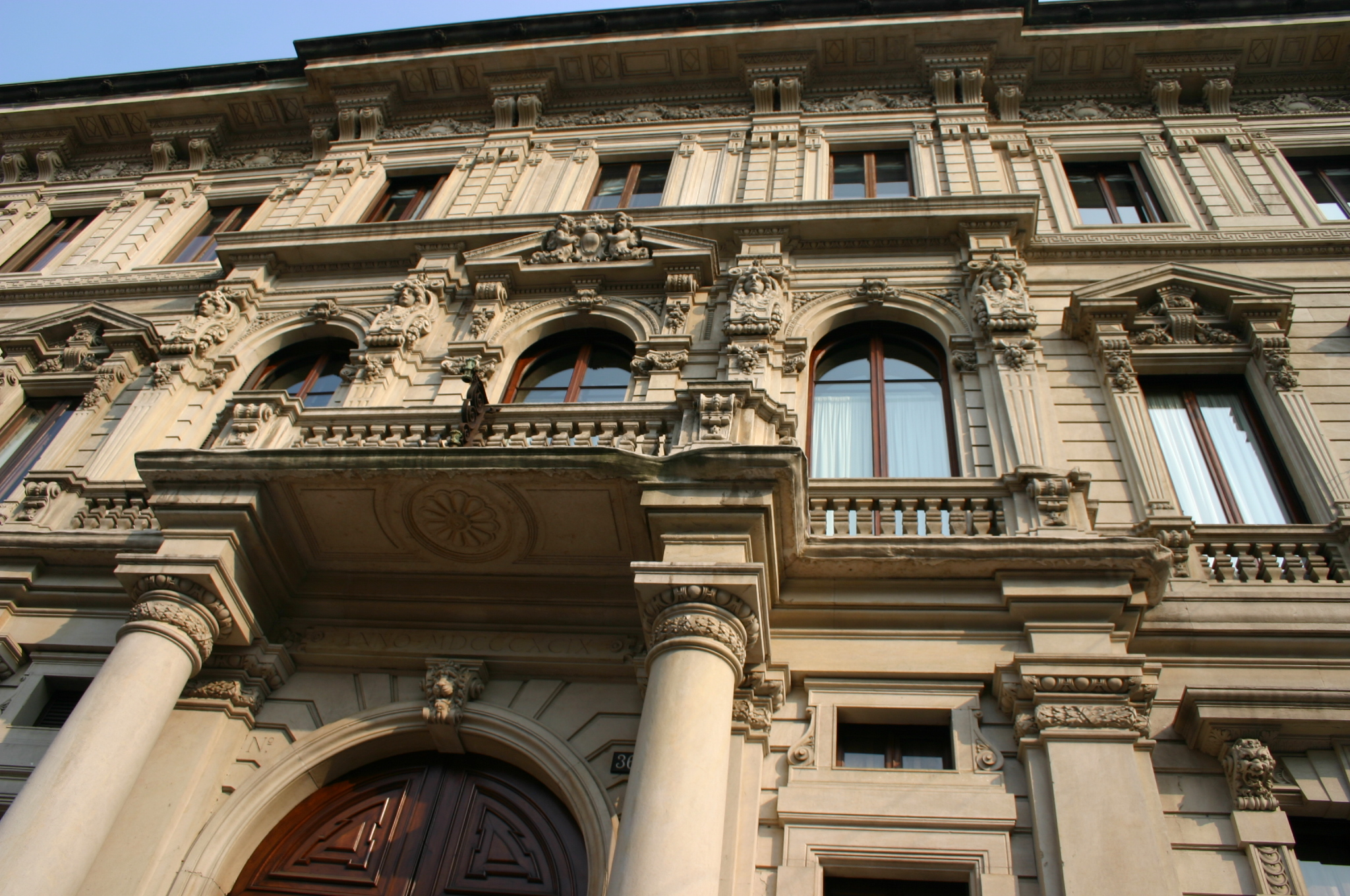
Edificio ecléctico en el Corso Venezia
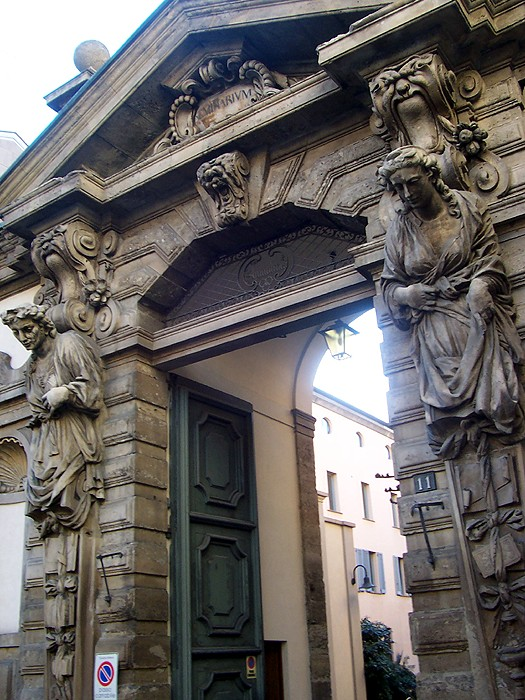
Entrada del seminario arzobispal
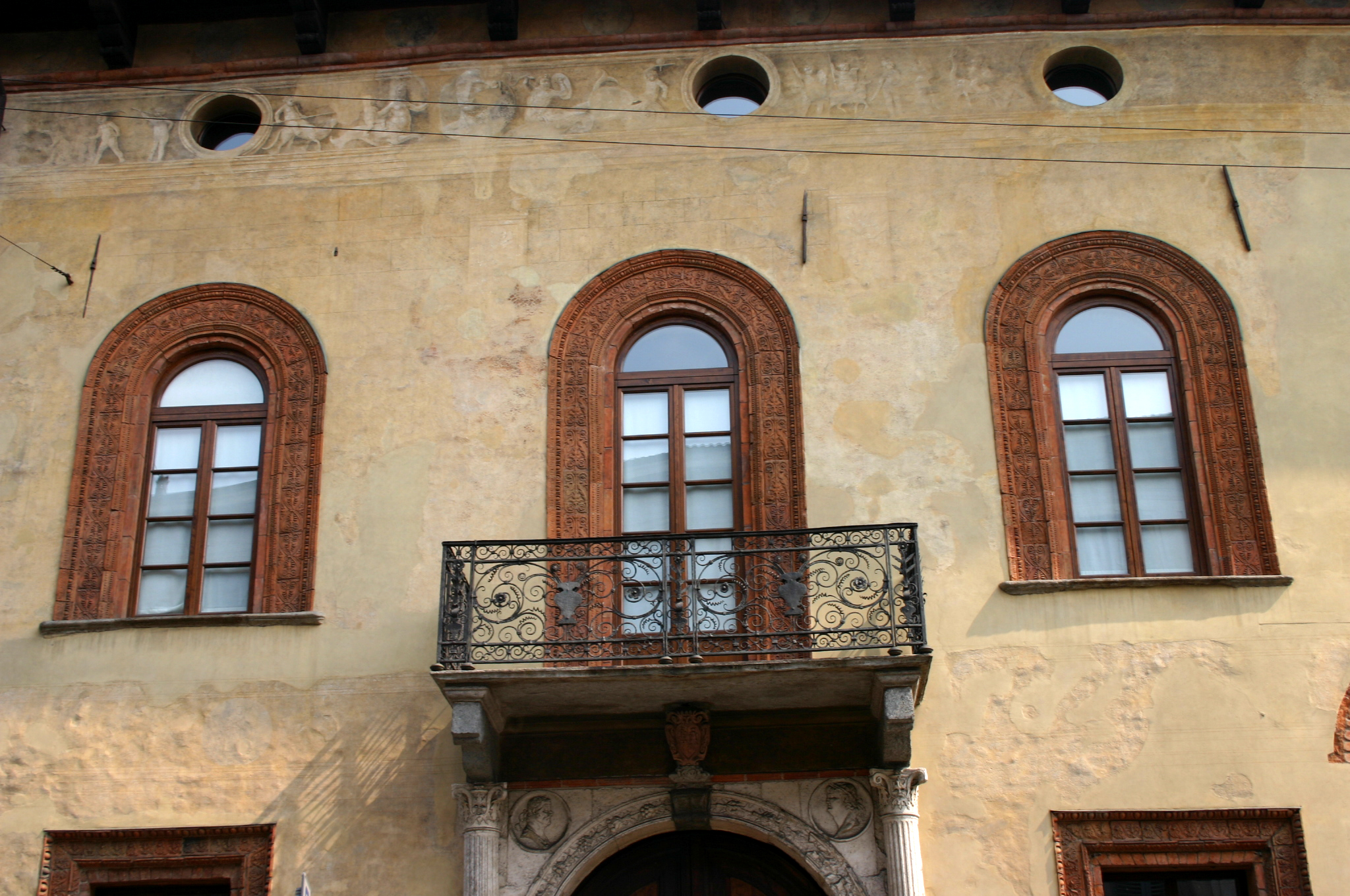
La Casa Fontana Silvestri
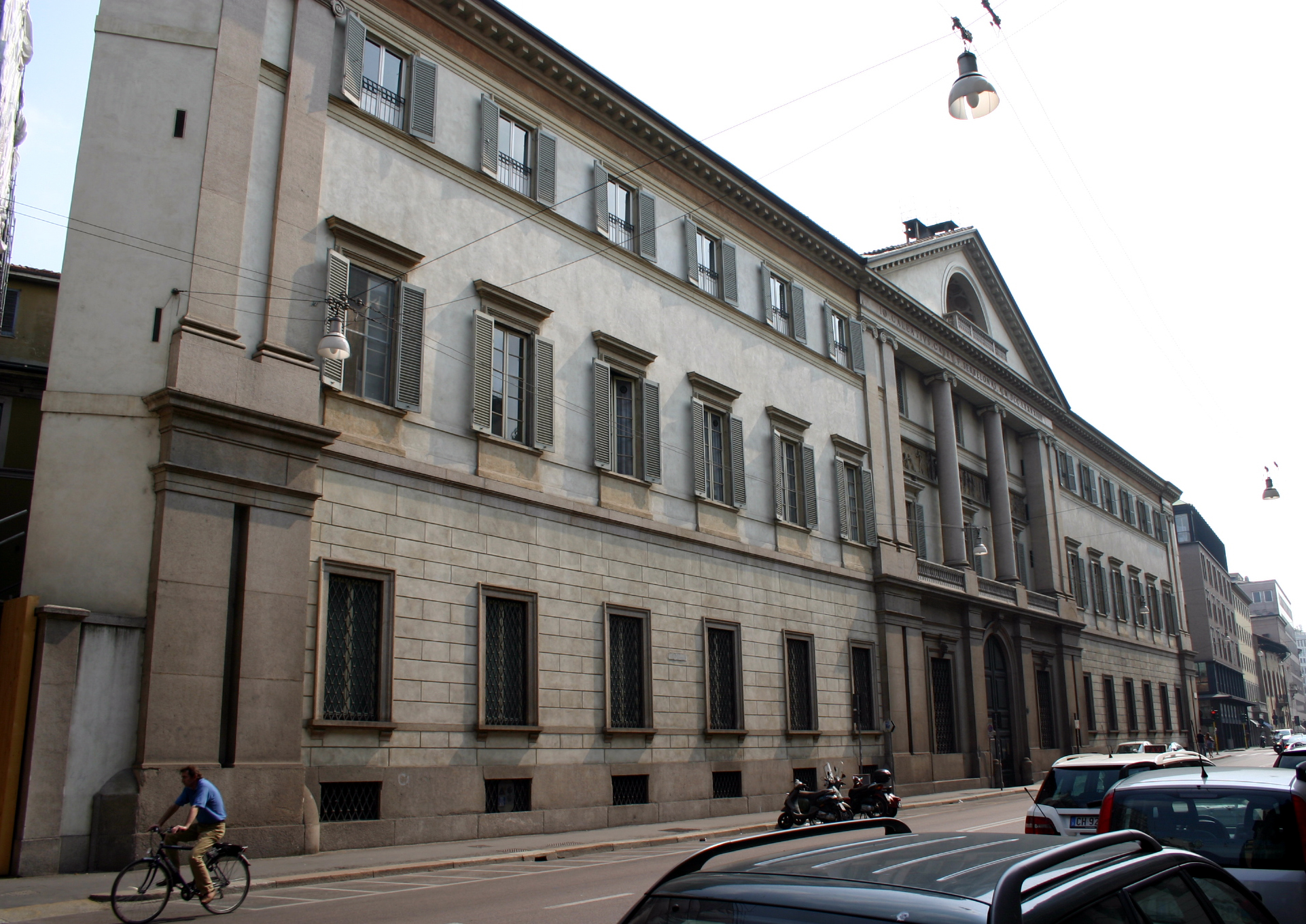
El Palazzo Serbelloni
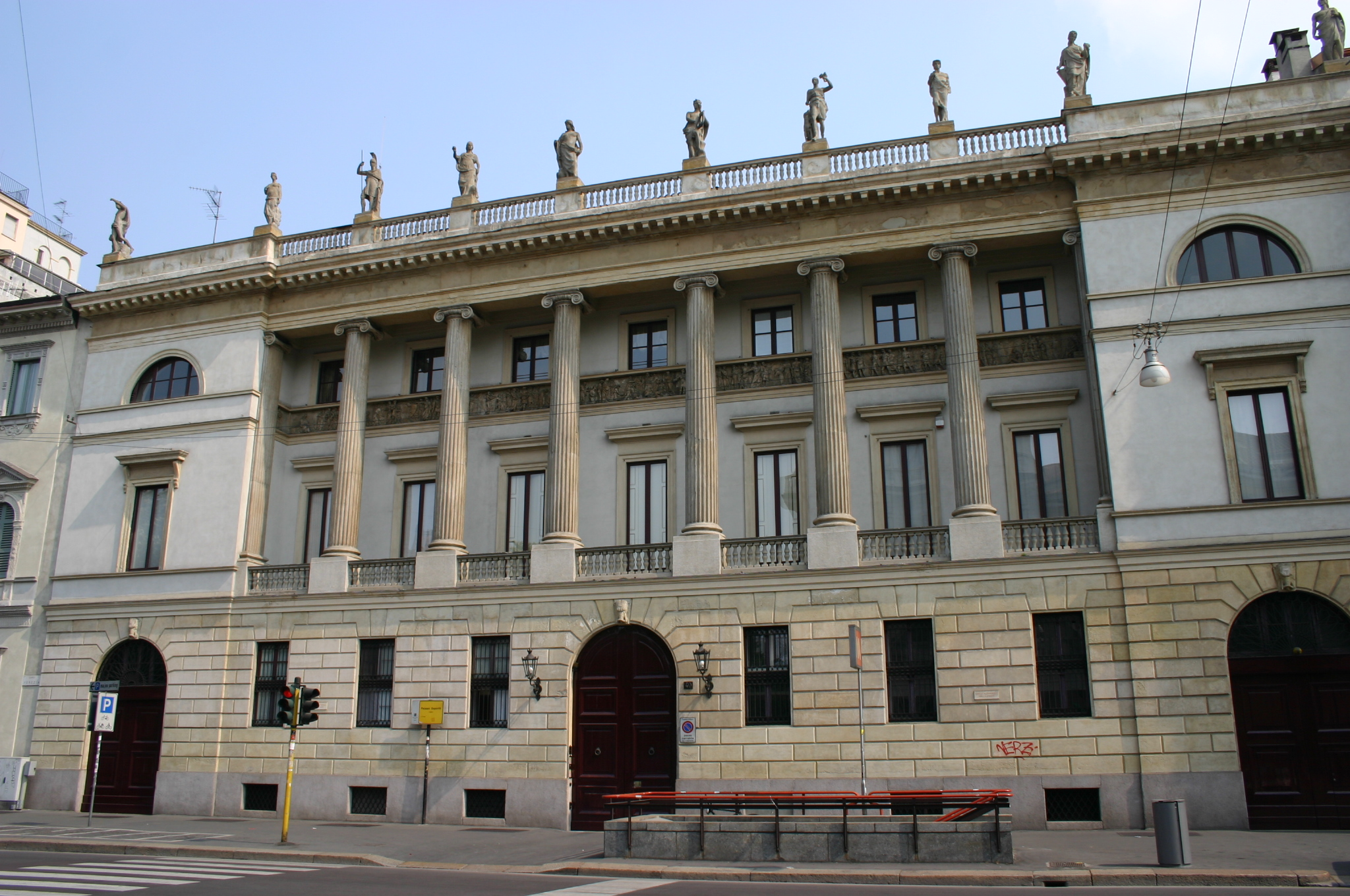
El Palazzo Saporiti
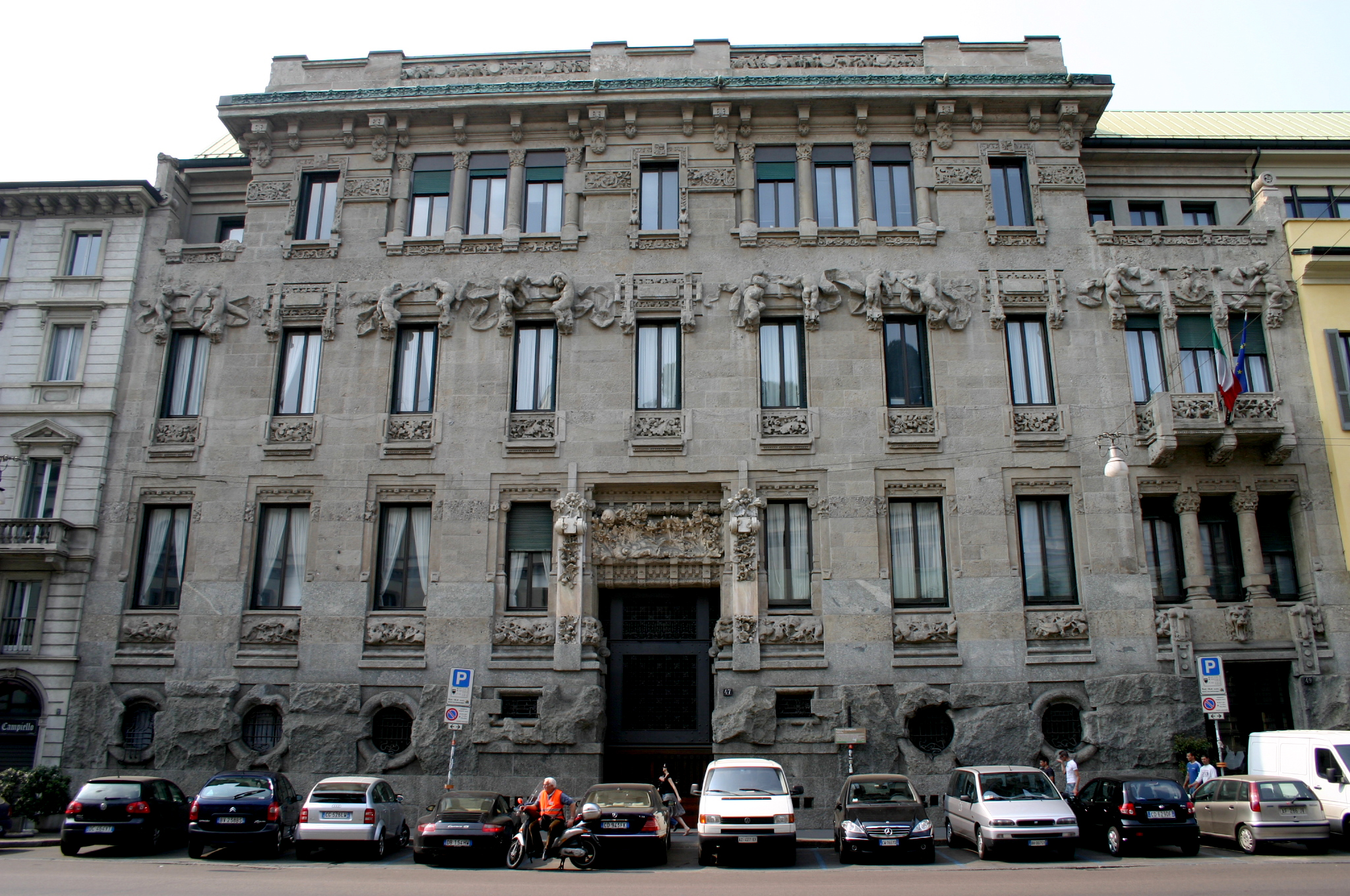
El Palazzo Castiglioni
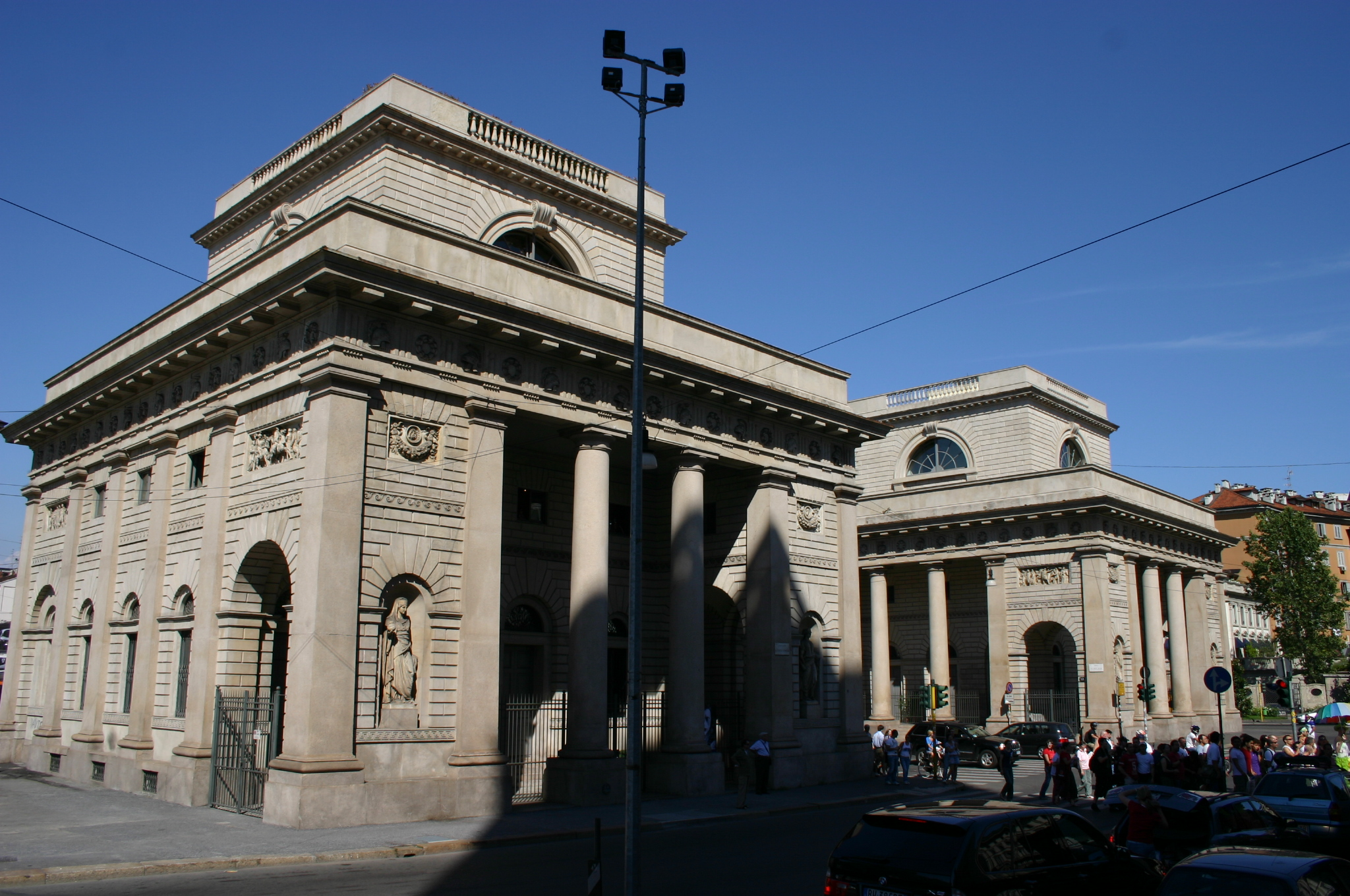
Las casetas de Porta Venezia
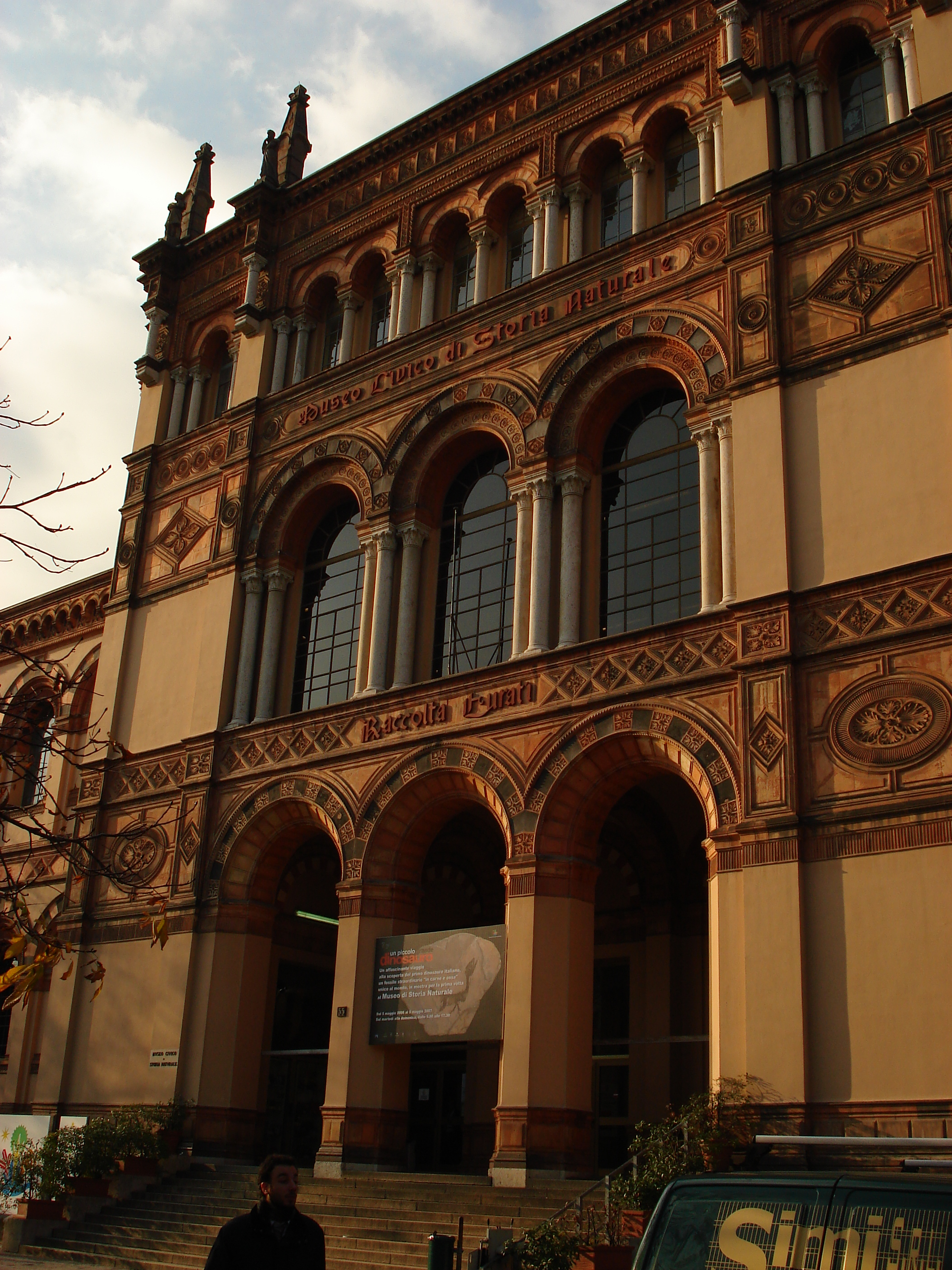
El Museo Cívico de Historia Natural